# (33583) Karamchedu
(33583) Karamchedu est un astéroïde de la ceinture principale.

## Description
(33583) Karamchedu est un astéroïde de la ceinture principale. Il fut découvert le 10 mai 1999 à Socorro (Nouveau-Mexique) par le projet LINEAR. Il présente une orbite caractérisée par un demi-grand axe de 2,64 UA, une excentricité de 0,18 et une inclinaison de 6,5° par rapport à l'écliptique.